# Margaris imperialis
Margaris imperialis  (лат.) — вид хищных коротконадкрылых жуков рода Margaris из подсемейства ощупники (Pselaphinae).

## Распространение
Австралия (Квинсленд и Новый Южный Уэльс).

## Описание
Мелкие коротконадкрылые жуки—ощупники (Pselaphinae).
Голова с широким выступающим рострумом. Усики с 4 увеличенными апикальными сегментами. 4-й членик нижнечелюстных щупиков вытянутый, расширяющийся к вершине; 3-й членик короткий и треугольный. Надкрылья с 3 дискальными бороздками. Брюшко с заострёнными вершинами 1-3 (IV-VI)-х видимых тергитов.
Вид был впервые описан в 1877 году немецким энтомологом Людвигом Вильгельмом Шауфуссом (Ludwig Wilhelm Schaufuss; 1833-1890). Валидный статус был подтверждён в 2001 году в ходе родовой ревизии американским энтомологом профессором Дональдом С. Чандлером (Chandler Donald S.; University of New Hampshire, Durham, Нью-Гэмпшир, США).
Таксон Margaris imperialis включён в отдельный монотипический род Margaris и отнесён к трибе Pselaphini из подсемейства Pselaphinae.